# Bernhard Zimmermann
Pour les articles homonymes, voir Zimmermann.
Bernhard Zimmermann, né le 15 février 2002 à Korneubourg en Autriche, est un footballeur autrichien qui joue au poste d'avant-centre au First Vienna FC 1894.

## Biographie

### En club
Né à Korneubourg en Autriche, Bernhard Zimmermann commence le football dans le club local du SC Korneuburg avant d'être formé à l'AKA St. Pölten, puis il rejoint le Rapid Vienne le 9 juillet 2020, intégrant l'équipe réserve du club. 
Il joue son premier match en équipe première le 27 février 2022, lors d'une rencontre de première division autrichienne face au WSG Tirol. Il est titularisé et son équipe s'impose par deux buts à zéro. Le 4 mars 2022, Zimmermann prolonge avec le Rapid Vienne jusqu'en juin 2025,.
Le 16 juin 2023, Bernhard Zimmermann rejoint le Wolfsberger AC sous la forme d'un prêt d'une saison.
Le 22 janvier 2025, Bernhard Zimmermann rejoint le First Vienna FC 1894. Il signe un contrat de deux ans et demi, soit jusqu'en juin 2027.

### En sélection
Bernhard Zimmermann représente l'équipe d'Autriche des moins de 17 ans. Il se fait remarquer avec cette sélection en marquant deux buts dès sa première apparition, le 24 octobre 2018 contre Malte (victoire 7-0 de l'Autriche). Avec cette sélection il participe au championnat d'Europe des moins de 17 ans en 2019. Lors de ce tournoi organisé en Irlande il joue trois matchs, dont deux comme titulaire, mais son équipe est éliminée dès la phase de groupe avec un bilan de trois défaites en autant de matchs.
En mars 2022, Bernhard Zimmermann est appelé pour la première fois avec l'équipe d'Autriche espoirs. Il fait sa première apparition avec les espoirs le 25 mars 2022, contre la Croatie. Il est titularisé et les deux équipes se neutralisent (0-0).